# Szabó László (motorversenyző, 1934)
Szabó László, a sportsajtóban Szabó II  (Polgár, 1934. november 4. – 2020. május 16.), magyar motorversenyző

## Pályafutása
Szabó László 1934. november 4-én született a Hajdú-Bihar Megyében található Polgáron. Bár egyik szeme születésétől kezdve rossz volt, ifjú korától a motorozás volt a szenvedélye.  Pályafutását húsz évesen kezdte, 1956-ban robbant be a legjobb magyar motorosok közé, amikor is három kategóriában nyerte meg a magyar bajnokságot a Zalka Máté klub színeiben egy Csepellel. Egy évvel később megkapta a kelet-német MZ négy Magyarországra érkező 125 köbcentiméteres versenygépéből az egyiket és ezzel hazai viszonylatban egy sikertörténet kezdődött. Szabó karrierje során összesen 22 magyar bajnoki címet nyert, a különböző géposztályokban, enduróban és túramotorozásban. 
Két évvel az első bajnoki címét követően már nemzetközi szinten is letette a névjegyét, amikor csak a technika miatt nem nyerte meg a világbajnokságon kívüli Csehszlovák Nagydíjat. A vb-n kívüli futamok közül több nemzetközi versenyen is remekelt, a legnagyszerűbb teljesítményét 1962-ben nyújtotta, amikor két kategóriában is diadalmaskodott az ausztriai Salzburgringen. Teljesítményére több nagy gyár is felfigyelt, köztük a Suzuki és a Honda is, ám ő nem akart azzal a feltétellel máshova szerződni, hogy elhagyja Magyarországot. Ez a döntése viszont azzal is járt, hogy nem vehetett részt valamennyi világbajnoki futamon.
Első világbajnoki pontjait az 1961-es kelet-németországi versenyen szerezte, ahol az ötödik helyen futott be a célba a 125-ös mezőnyben (a világbajnok Jim Redman-t megelőzve.), ám egy kizárás miatt a negyedik helyen könyvelték el. Egy évvel később ugyan nem sikerült pontot szerezni három indulása során (ekkor mégcsak a legjobb 6 kapott pontot), ám egyik legemlékezetesebb versenye mégis az 1962-es évhez köthető. A Sachsenringen rendezett kelet-német futamon a gyengécske MZ-vel vezetett az utolsó körben, amikor a motorja megadta magát, ő viszont eltolta a motorját a célig és végül hetedikként intették le. Tette miatt a német közönség azonnal a szívébe zárta. 
A vb-futamokon két kategóriában indult, első éveiben a 125 és a 250 köbcentis versenyek szerepeltek a repertoárjában, később a 350-es mezőnyben is próbára tette tudását. Első dobogós helyezését 1963-ban szerezte, amikor harmadikként végzett Hockenheimben a 125-ösök között. 1964 és 1966 csak négy világbajnoki futamon indult nyolcadliterben, a legjobb hat közé nem tudott bekerülni, ám 1967-től már nem volt kérdés, hogy ő a világ egyik legjobbja. A `67-es idény során Hockenheimben, Brnoban és Monzában is harmadik helyen végzett az MZ-vel és bár nem tudott ott lenni minden futamon így is ötödik lett a 125-ös világbajnokság összesítésében. 
1968-ban már a 125 és a 250 köbcentis mezőnyben gyűjtögette a pontokat, a legjobb eredménye a Csehszlovákiában elért második pozíciója volt, ekkor hatodik volt az év végén. Az 1969-es szezonban folytatta a jó sorozatát, ekkor Monzában csípte el a második helyet, de Brnoban és Rijekában is a legjobb ötben végzett. Első dobogós helyezését a negyedliteres kategóriában az 1970-es Francia Nagydíjon szerezte, Le Mans-ban állhatott fel a dobogó harmadik fokára. Ekkor Assenben is indulhatott és a sportág szentélyében a 125-ös versenyt zárta harmadikként. Monzában csak Angel Nieto előzte meg a nyolcadliteres kategóriában és így ezt az évet is ötödikként zárta, karriercsúcsot jelentő 34 megszerzett ponttal. 
1971-ben jött egy nagy váltás Szabó karrierjében, ugyanis ebben az évben debütált a 350 köbcentis kategóriában, valamint a futamok többségét MZ helyett már Yamahával teljesítette. Az új kategóriában való debütálás álomszerűre sikerült: Hockenheimben és a Sachsenringen is felállhatott a dobogóra, előbbi versenyen pedig csak a verhetetlen Giacomo Agostini előzte meg őt. 1971. július 18-a a magyar motorsport nagy napjaként vonul be a történelembe, ekkor rendezték ugyanis a Csehszlovák Nagydíjat. A 250 köbcentisek futamát Drapál János nyerte Szabó II László előtt, vagyis kettős magyar diadal született.
Szabó karrierje már két évig sem tartott ezután: 1972-ben összesen nyolc alkalommal szerzett pontot világbajnoki futamon. Egy évvel később indult utolsó világbajnoki futamán a Csehszlovák Nagydíjon a 125 köbcentisek mezőnyében. Nem úgy tervezte, hogy az lesz a búcsúja, ám az élet közbeszólt: egy versenyre utazott  szerelőjével és egy részeg francia egyetemista beléjük rohant. Szabó túlélte a balesetet, ám a lába olyan súlyosan megsérült, hogy soha többé nem versenyezhetett. 

## Világbajnoki eredményei
| Év   | Osztály | Motor  | 1     | 2    | 3      | 4      | 5      | 6      | 7      | 8      | 9      | 10     | 11   | 12   | 13     | Pontjai száma | Világbajnoki helyezése |
| ---- | ------- | ------ | ----- | ---- | ------ | ------ | ------ | ------ | ------ | ------ | ------ | ------ | ---- | ---- | ------ | ------------- | ---------------------- |
| 1961 | 125cc   | MZ     | ESP-  | GER- | FRA-   | IOM-   | NED-   | BEL-   | NDK4   | ULS-   | NAT-   | SWE-   | ARG- |      |        | 3             | 14.                    |
| 1961 | 250cc   | MZ     | ESP-  | GER- | FRA-   | IOM-   | NED-   | BEL-   | NDK7   | ULS-   | NAT-   | SWE-   | ARG- |      |        | 0             | -                      |
| 1962 | 125cc   | MZ     | ESP-  | FRA- | IOM-   | NEDRet | BEL-   | GER-   | ULS-   | NDK7   | NAT10  | FINRet | ARG- |      |        | 0             | -                      |
| 1963 | 125cc   | MZ     | ESP-  | GER3 | FRA-   | IOM-   | NED-   | BEL-   | ULS-   | RDARet | FIN4   | NAT-   | ARG- | JAP- |        | 7             | 10.                    |
| 1963 | 250cc   | MZ     | ESP-  | GER7 | FRA-   | IOM-   | NED-   | BEL-   | ULS-   | RDA4   | FIN-   | NAT-   | ARG- | JAP- |        | 3             | 17.                    |
| 1964 | 125cc   | MZ     | USA-  | ESP- | FRA-   | IOM-   | NED-   | BEL-   | GER-   | RDARet | ULS-   | FIN-   | NAT- | JAP- |        | 0             | -                      |
| 1965 | 125cc   | MZ     | USA-  | GER- | ESP-   | FRA-   | IOM-   | NED-   | BEL-   | RDA-   | CZE9   | ULS-   | FIN- | NAT- | JPN-   | 0             | -                      |
| 1966 | 125cc   | MZ     | ESP-  | GER- |        | NED-   |        | RDA14  | CZE8   | ULS-   | FIN-   | IOM-   | NAT- | JPN- |        | 0             | -                      |
| 1967 | 125cc   | MZ     | ESP-  | GER3 | FRA-   | IOM-   | NED-   |        | RDA6   | CZE3   | FIN-   | ULS-   | NAT3 | CAN- | JPN-   | 13            | 5.                     |
| 1968 | 125cc   | MZ     | GER14 | ESP- | IOM-   | NEDRet |        | RDA4   | CZE2   | FINRet | ULS-   | NAT5   |      |      |        | 11            | 6.                     |
| 1968 | 250cc   | CZ-MZ  | GER-  | ESP- | IOM-   | NED-   | BEL4   | RDA7   | CZE13  | FIN5   | ULS-   | NAT12  |      |      |        | 5             | 10.                    |
| 1969 | 125cc   | MZ     | ESP-  | GER- | FRARet | IOM-   | NED-   | BEL-   | RDA-   | CZE5   | FIN-   | ULS-   | NAT2 | YUG4 |        | 26            | 8.                     |
| 1969 | 250cc   | MZ     | ESP-  | GER- | FRA4   | IOM-   | NEDRet | BELRet | RDA-   | CZE-   | FIN-   | ULS-   | NAT7 | YUG9 |        | 14            | 14.                    |
| 1970 | 125cc   | MZ     | GER6  | FRA7 | YUG22  | IOM-   | NED3   | BELRet | RFARet | CZE8   | FINRet |        | NAT2 | ESP- |        | 34            | 5.                     |
| 1970 | 250cc   | MZ RE  | GER9  | FRA3 | YUGRet | IOM-   | NEDRet | BEL6   | RFA8   | CZERet | FINRet | ULS-   | NAT8 | ESP- |        | 23            | 12.                    |
| 1971 | 125cc   | MZ     | AUT-  | GER- | IOM-   | NED-   | BEL11  | RDA-   | CZE-   | SWE-   | FIN-   | ULS-   | NAT- | ESP- |        | 0             | -                      |
| 1971 | 250cc   | Yamaha | AUT-  | GER7 | IOM-   | NED12  | BEL9   | RDA-   | CZE2   | SWERet | FINRet | ULS-   | NAT9 | ESP- |        | 20            | 12.                    |
| 1971 | 350cc   | Yamaha | AUT-  | GER2 | IOM-   | NED-   |        | RDA3   | CZERet | SWERet | FIN6   | ULS-   | NAT9 | ESP- |        | 29            | 8.                     |
| 1972 | 125cc   | MZ     | GER7  | FRA- | AUT8   | NAT-   | IOMRet | YUG-   | NED12  | BEL11  | RDA-   | CZE-   | SWE- | FIN- | ESPRet | 7             | 22.                    |
| 1972 | 350cc   | Yamaha | GER7  | FRA- | AUT10  | NAT13  | IOM8   | YUG-   | NED10  | BEL5   | RDA-   | CZE-   | SWE- | FIN- | ESP8   | 11            | 17.                    |
| 1973 | 125cc   | MZ     | FRA-  | AUT- | GER-   | NAT-   | IOM-   | YUG-   | NED-   | BEL-   | CZERet | SWE-   | FIN- | ESP- |        | 0             | -                      |